# Heterogyrina
Heterogyrina is een subtribus van kevers uit de familie schrijvertjes (Gyrinidae). Het werd beschreven in 1956 door Brinck. Het subtribus kent één geslacht.

## Geslachten
Het subtribus omvat het volgende geslacht:
- Heterogyrus Legros, 1953
  - Heterogyrus milloti Legros, 1953